# فرنسيس بيلامي (كاتب)
فرنسيس بيلامي (بالإنجليزية: Francis Bellamy)‏ هو كاهن وكاتب أمريكي، ولد في 18 مايو 1855 في مونت موريس في الولايات المتحدة، وتوفي في 28 أغسطس 1931 في تامبا في الولايات المتحدة.